# (2386) Nikonov
(2386) Nikonov (1974 SN1) – planetoida z pasa głównego asteroid okrążająca Słońce w ciągu 4,73 lat w średniej odległości 2,82 au. Odkryta 19 września 1974 roku.